# 中欧自由貿易協定

CEFTAの旗

中欧自由貿易協定（ちゅうおうじゆうぼうえききょうてい、英語: Central European Free Trade Agreement、略称：CEFTA）は、中欧から南東欧にかけての自由貿易協定である。

## 歴史
中欧自由貿易協定（以下CEFTA）は冷戦終了直後の1992年12月21日にポーランドのクラクフで、ヴィシェグラード・グループ（ポーランド・チェコスロバキア（当時）・ハンガリー）によって結ばれ、1994年7月に施行された。これを通して西ヨーロッパの民主主義の政治、自由貿易経済のノウハウを蓄積することが目的である。
その後1996年にスロベニアが、1997年にはルーマニアが、1998年にブルガリアが、2002年にはクロアチアが、2006年にはマケドニア(現:北マケドニア)が加盟した。
1995年9月11日にチェコのブルノで、2003年7月4日にスロベニアのブレッドでそれぞれ条約が改定された。

### 2007年から
原加盟国をはじめ2006年までに加盟した国のほとんどは欧州連合に加盟していった。したがって、全ての中欧諸国はすでにこの協定から脱退しているわけである。そこで南東欧安定協定ですでに自由貿易機関との相互基盤を確立させているバルカン半島の国々（旧ユーゴスラビア諸国）をCEFTAに加盟させる方針を決定した。2006年4月6日にブカレストの南東ヨーロッパの首脳会談でアルバニア、ボスニア・ヘルツェゴビナ、セルビア、モンテネグロ、コソボ（国連コソボ暫定統治機構）、モルドバの6カ国が加盟することに合意した。
また、2006年12月19日には南東ヨーロッパの首脳会談で、新しいCEFTA条約が2007年5月1日から実施されることが決定した。

## 加盟国
| 加盟国(太字が現加盟国)            | 加盟国(太字が現加盟国)            | 加盟年 | 脱退年 |
| --------------------------------- | --------------------------------- | ------ | ------ |
| ポーランド                        | ポーランド                        | 1992年 | 2004年 |
| ハンガリー                        | ハンガリー                        | 1992年 | 2004年 |
| チェコスロバキア                  | チェコ                            | 1992年 | 2004年 |
| チェコスロバキア                  | スロバキア                        | 1992年 | 2004年 |
| スロベニア                        | スロベニア                        | 1996年 | 2004年 |
| ルーマニア                        | ルーマニア                        | 1997年 | 2007年 |
| ブルガリア                        | ブルガリア                        | 1999年 | 2007年 |
| クロアチア                        | クロアチア                        | 2003年 | 2013年 |
| 北マケドニア                      | 北マケドニア                      | 2006年 | —      |
| ボスニア・ヘルツェゴビナ          | ボスニア・ヘルツェゴビナ          | 2007年 | —      |
| モルドバ                          | モルドバ                          | 2007年 | —      |
| セルビア                          | セルビア                          | 2007年 | —      |
| モンテネグロ                      | モンテネグロ                      | 2007年 | —      |
| アルバニア                        | アルバニア                        | 2007年 | —      |
| コソボ（ 国連コソボ暫定統治機構） | コソボ（ 国連コソボ暫定統治機構） | 2007年 | —      |

## 加盟条件
2005年以前の条件
- 世界貿易機関の加盟国であること
- 欧州連合の加盟候補国で加盟交渉を行っていること
- CEFTAとの自由貿易協定を締結していること

現在の条件
- 世界貿易機関の加盟国か世界貿易機関の規約を完全に遵守していること
- 欧州連合と何らかの協定を結んでいる国
- CEFTAとの自由貿易協定を締結していること

## EUとの関係
CEFTAの旧加盟国は全てEU（欧州連合）に加盟している為、実質CEFTAはEUに正式加盟するまでの前段階となっており、2020年4月現在も北マケドニア、モンテネグロ、セルビア、アルバニアがEUの加盟候補国である。
また、EUはCEFTAの貿易の大部分の相手国である。
- 中央ヨーロッパ
- 東ヨーロッパ
- メルコスール